# Кузнецов, Иван Александрович (гребец)
Ива́н Алекса́ндрович Кузнецо́в (5 апреля 1988, Куйбышев) — российский гребец-каноист, выступает за сборную России с 2006 года. Дважды бронзовый призёр чемпионата Европы, многократный победитель национальных и молодёжных регат. На соревнованиях представляет Самарскую область, мастер спорта международного класса.

## Биография
Иван Кузнецов родился 5 апреля 1988 года в Куйбышеве. Активно заниматься греблей начал в раннем детстве, проходил подготовку в самарской школе высшего спортивного мастерства № 1, тренировался у таких специалистов как Н. П. Самодуров, А. В. Милеев, А. В. Шаталов. По юниорам в 2006 году дважды становился чемпионом Европы, в 2008 году был серебряным призёром молодёжного европейского первенства.
Первого серьёзного успеха на международном уровне добился в 2009 году, когда попал в основной состав российской национальной сборной и благодаря череде удачных выступлений удостоился права защищать честь страны на взрослом чемпионате Европы в немецком Бранденбурге. В четырёхместном экипаже, куда также вошли гребцы Роман Кругляков, Илья Штокалов и Олег Шелегов, завоевал бронзовую медаль на дистанции 1000 метров, пропустив вперёд лишь титулованных венгров и немцев. В 2011 году в той же дисциплине вновь боролся за победу, но опять финишировал третьим, уступив лидерство экипажам из Венгрии и Белоруссии (при этом его напарниками были каноисты Кирилл Шамшурин, Расул Ишмухамедов и Владимир Чернышков).
По состоянию на 2014 год Кузнецов остаётся в составе сборной России и продолжает участвовать в крупнейших мировых регатах. За выдающиеся спортивные достижения удостоен почётного звания «Мастер спорта России международного класса».